# Oscar Lund
Oscar August Constantin Lund, i USA känd som om O.A.C. Lund, född 21 maj 1885 i Göteborgs Gustavi församling, död 2 maj 1963 i Engelbrekts församling i Stockholm, var en svensk filmskådespelare, manusförfattare och filmregissör, verksam i USA.

## Biografi
Oscar Lund var son till skådespelaren och teaterledaren Carl Lund (1859–1893). Han emigrerade år 1900 till USA, där han 1912 regisserade sin första film The Wager för franska Eclairs amerikanska dotterbolag i Fort Lee i New Jersey. Året därpå filmade Lund The Great Unknown i Kanada.
Lund skrev även manus och spelade i många av de filmer han regisserade. År 1917 skrev han Mother Love and the Law baserat på ett verkligt fall om vårdnad av barn i Illinois.
Mellan 1912 och 1918 regisserade Lund över 60 filmer i USA. Han arbetade ofta med regissören och manusförfattaren B.A. Rolfe (1879–1956) och med den brittiska skådespelerskan Barbara Tennant (1892–1982), vilken han regisserade i mer än ett halvdussin filmer.  Uppdragen försvann tvärt efter 1918, men Lund fick tillfälle att arbeta med en annan landsman som också for till USA, när han 1924 regisserade sin sista stumfilm For Woman's Favor med Robert Olsson som filmfotograf. År 1926 skrev Lund manus 1926 till filmen Strings of Steel.
Han återvände till Sverige 1931 och regisserade här sin enda ljudfilm Kärlek och dynamit (1933).
Lund är begraven på Skogskyrkogården i Stockholm.

## Filmografi i urval
- 1912 – The Wager
- 1913 – Lady Babbie
- 1913 – The Great Unknown
- 1915 – När kärleken förädlar
- 1916 – Dramat på Värdshuset Vildkatten
- 1917 – Her New York
- 1917 – The Painted Madonna
- 1918 – Peg of the Pirates
- 1918 – The Nature Girl
- 1918 – Pals First (manus)
- 1924 – For Woman's Favor
- 1926 – Strings of Steel (manus)
- 1933 – Kärlek och dynamit